# 박영규 (배우)
박영규(1953년 10월 28일 ~ )는 대한민국의 배우, 가수이다.

## 학력
- 대전중앙중학교 (졸업)
- 충남기계공업고등학교 (졸업)
- 서울예술대학 연극과 (졸업)

## 데뷔
1973년 연극배우로 첫 데뷔하였고 3년 후 1976년 영화 《걷지말고 뛰어라》의 단역으로 영화배우 데뷔하였으며 그로부터 9년 후 1985년 MBC 문화방송 드라마에 첫 출연하여 특채 연기자로 데뷔하였다.

## 생애
충청남도 대전시(현 대전광역시)에서 태어났고, 학창 시절을 모두 이곳에서 보냈다. 배우로서의 꿈을 가지고서 서울예술대학 연극과로 진학을 하였고, 이후 연극 배우로서 긴 세월을 보냈다. 1985년 MBC 특채 탤런트로 뽑히면서 베스트 극장을 시작으로 텔레비전 드라마에서도 큰 활약을 펼쳤다.
1980년대 후반 카멜레온이라는 노래를 발표해 큰 사랑을 받기도 했으며, 1990년대에 평일, 주말 저녁시간에 디즈니 단편드라마, 사회성이 짙은 다큐멘터리와 함께 아라비안 나이트 같은 고전을 극문학으로 번역하여 연기하는 인형극을 할 정도로 크게 전성기를 이룬 한국방송 인형극 드라마에서 인형의 집의 결말을 연극배우의 내공으로써 연기했다. 한국방송이 토요일 인형극으로써 시청자들에게 소개한 희곡인 인형의 집에서 박영규는 남편 역으로 출연하여 노라와 남편의 논쟁이 노라의 가출로 끝을 맺는 장면을 연기함으로써 연극배우로서의 내공을 보여주었다. 또한 코미디 뮤지컬 ‘스팸어랏(SPAMALOT)’에서 의지는 강하지만 똑똑하지 못한 아서왕 역으로 출연하기도 했다.
다만 1989년 영화 《서울 무지개》에서는 시트콤 《순풍 산부인과》나 영화 《주유소 습격사건》시리즈와는 달리 매우 진지하고 날카로우며 무서운 연기를 했으며 경박한 모습이 일절 없다.
1998년, SBS 《순풍 산부인과》에서 미달이 아빠 역할을 맡아 시청자들에게 시트콤 명 배우로 눈 도장을 받게 되었고, 이후 이미지 변신에 성공하여 시청자들의 사랑을 받았다. 
그러나 2004년, 유일한 자녀였던 아들이 미국에서 유학 중 교통 사고를 당해 세상을 떠나는 일이 일어났고, 이에 대한 충격으로 그는 한동안 연예계를 은퇴하여,
캐나다에서 6년간을 보내며 2번의 이혼, 이때 만난 3번째 아내의 격려와 아내의 전 남편의 2명의 자녀들에서 이전에 잃었던 자신의 자식의 모습을 비추어보며 아픔과 상처를 치유했으며 2010년, 5년 여의 공백을 딛고 《주유소 습격 사건 2》로 재기에 성공하였다. 2011년부터는 본격적으로 드라마에 출연하였고 《보스를 지켜라》, 《백년의 유산》 등에서 특유의 재치 있고 활기찬 이미지로 팬들의 많은 사랑을 받았다. 2014년 방영된 드라마 《정도전》에서는 고려 말 수구파이자 실세인 이인임 역에 캐스팅, 그간 배우로서 코믹한 이미지가 부각된 탓에 초반 우려를 샀던 것과는 달리, 극 초-중반을 발군의 연기력으로 완벽하게 이끌며 《정도전》의 실질적인 주인공으로 활약했다. 많은 명 대사를 낳으며 《정도전》에서 가장 빛난 배우로 꼽힌다.

## 연기 활동

### 드라마
- 1985년 MBC 단막극 《MBC 베스트셀러극장 - 초록빛 모자》
- 1987년 MBC 미니시리즈 《아름다운 밀회》
- 1988년 MBC 미니시리즈 《그것은 우리도 모른다》 ... 현인규 역
- 1988년 MBC 주말연속극 《내일 잊으리》 ... 배동준 역
- 1989년 MBC 수목연속극 《당신의 축배》 ... 김민봉 역
- 1990년 MBC 미니시리즈 《어둔 하늘 어둔 새》 ... 최중기 역
- 1991년 MBC 미니시리즈 《이별의 시작》 ... 유덕규 역
- 1992년 KBS1 일일연속극 《정든 님》
- 1993년 MBC 수목연속극 《폭풍의 계절》 ... 주성혁 역
- 1994년 KBS2 수목드라마 《인간의 땅》
- 1995년 SBS 주말극장 《옥이 이모》 ... 장 씨 역
- 1995년 KBS2 대하드라마 《장녹수》
- 1995년 MBC 특집드라마 《최승희》
- 1995년 KBS2 미니시리즈 《갈채》 ... 선우혁 역
- 1996년 MBC 월화드라마 《1.5》... 차동수 역
- 1996년 MBC 아침드라마 《길 위의 여자》 ... 전동우 역
- 1997년 MBC 일일연속극 《욕망》 ... 마 회장 역
- 1997년 SBS 아침드라마 《당신 뿐인데》 ... 윤기 역
- 1997년 SBS 주말극장 《아름다운 죄》 ... 김진섭 역
- 1997년 MBC 미니시리즈 《예감》 ... 오 전무 역
- 1998년 SBS 일일시트콤 《순풍 산부인과》 ... 박영규 역
- 1998년 KBS2 주말연속극 《종이학》 ... 채성 부 역
- 1999년 KBS2 미니시리즈 《우리는 길 잃은 작은 새를 보았다》
- 1999년 MBC 미니시리즈 《국희》 ... 송주태 역
- 2000년 SBS 개국 10주년 드라마 《덕이》 ... 정한구 역
- 2000년 SBS 일일시트콤 《웬만해선 그들을 막을 수 없다》 ... 박영규 역
- 2000년 MBC 미니시리즈 《신 귀공자》 ... 장인철 역
- 2001년 MBC 일요아침드라마 《어쩌면 좋아》 ... 구석기 역
- 2002년 KBS2 일일시트콤 《잘난 걸 어떡해》 ... 박영규 역
- 2002년 SBS 주말특별기획 《대망》 ... 최선재 역
- 2002년 SBS 일일시트콤 《똑바로 살아라》 ... 박영규 역
- 2003년 MBC 미니시리즈 《다모》 ... 조세욱 역
- 2004년 KBS2 대하드라마 《해신》 ... 설평 역
- 2009년 MBC 일일시트콤 《지붕뚫고 하이킥!》 ... 박영규 역 (특별 출연)
- 2011년 SBS 미니시리즈 《보스를 지켜라》 ... 차봉만 회장 역
- 2011년 SBS 미니시리즈 《천일의 약속》 ... 노홍길 역
- 2012년 MBC 미니시리즈 《아이두 아이두》 ... 박광석 역
- 2013년 MBC 주말특별기획 《백년의 유산》 ... 강진 역
- 2013년 MBC 일일드라마 《오로라 공주》 ... 오왕성 역
- 2014년 KBS1 대하드라마 《정도전》 ... 이인임 역
- 2014년 SBS 드라마 스페셜 《별에서 온 그대》 ... 허준 역 (특별 출연)
- 2014년 tvN 일요드라마 《삼총사》 ... 김자점 역
- 2014년 SBS 드라마 스페셜 《내겐 너무 사랑스러운 그녀》 ... 이종호 역
- 2015년 MBC 미니시리즈 《앵그리맘》 ... 홍상복 역
- 2015년 JTBC 금토드라마 《순정에 반하다》 ... 강현철 역
- 2015년 MBC 월화드라마 《화정》 ... 선조 역
- 2015년 KBS2 수목드라마 《복면검사》 ... 정도성 (박규철) 역
- 2015년 KBS2 수목드라마 《어셈블리》 ... 박춘섭 역
- 2015년 MBC 주말연속극 《엄마》 ... 엄일남 회장 역
- 2016년 MBC 월화드라마 《몬스터》 ... 도충 회장 역
- 2017년 tvN 월화드라마 《내성적인 보스》 ... 국민배우 황영규 역 (특별 출연)
- 2017년 KBS2 수목드라마 《김과장》 ... 박현도 역
- 2017년 SBS 드라마스페셜 《다시 만난 세계》 ... 차권표 역
- 2017년 TV조선 시트콤 《너의 등짝에 스매싱》 ... 박영규 역
- 2018년 SBS 월화드라마 《키스 먼저 할까요》 ... 아폴론제과 회장 역 (특별 출연)
- 2018년 KBS2 월화드라마 《너도 인간이니?》 ... 남건호 역
- 2019년 KBS2 주말드라마  《사랑은 뷰티풀 인생은 원더풀》 ... 김영웅 역
- 2020년 JTBC 수목드라마  《런 온》 ... 기정도 역
- 2021년 티빙 《술꾼도시여자들》… 박회장 역 (특별 출연)
- 2025년 KBS2 《빌런의 나라》 ... 오영규 역

### 영화
- 1976년 《걷지말고 뛰어라》
- 1985년 《별리》
- 1985년 《대학별곡》
- 1987년 《레테의 연가》
- 1988년 《팁》 ... 장호 역
- 1988년 《사랑의 낙서》 ... 길수 역
- 1989년 《서울 무지개》 ... 표사장 역
- 1989년 《애란》 ... 요시무라 역
- 1989년 《신사동 제비》 ... 제비 도사 역
- 1989년 《인신매매》
- 1991년 《내일은 비》
- 1993년 《로맨스 황제》 ... 주근노 역
- 1995년 《비상구가 없다》 ... 록 카페 종업원 역
- 1999년 《주유소 습격 사건》 ... 주유소 사장 역
- 2001년 《휴머니스트》 ... 아버지 역
- 2002년 《아프리카》 ... 주유소 사장 역
- 2002년 《라이터를 켜라》 ... 국회의원 박용갑 역
- 2003년 《보리울의 여름》 ... 우남 스님 역
- 2003년 《오! 브라더스》 ... 박 사장 역 (특별 출연)
- 2003년 《해피 에로 크리스마스》 ... 온천파 보스 방석두 역
- 2004년 《고독이 몸부림칠 때》 ... 배중범 역
- 2004년 《귀신이 산다》 ... 특별 출연
- 2004년 《플라워 샵》 (단편 영화)
- 2010년 《주유소 습격 사건 2》 ... 주유소 사장 역
- 2012년 《나는 왕이로소이다》 ... 태종 역
- 2013년 《남자사용설명서》 ... Dr.스왈스키 역
- 2013년 《미나문방구》 ... 이재근 역
- 2014년 《상의원》 ... 쌍둥이 양반 역
- 2020년 《해치지않아》 ... 서 원장 역
- 2021년 《차인표》 ... 교장 역 (우정출연)
- 2024년 《아마존 활명수》 ... 골드만 회장 역

### CF 광고
- 1984년 LG생활건강 드봉 남성화장품
- 1985년 기아자동차 봉고타운
- 1985년 ~ 1986년 롯데파이오니아
- 1986년 ~ 1987년 경남모직 로얄 신사복
- 1987년 바이엘코리아 탈시드
- 1987년 서광 라코스테
- 1987년 원미섬유 맨하탄 셔츠 존헨리
- 1989년 아모레퍼시픽 리도 방글방글
- 1989년 동아제약 암씨롱 (Feat. 김용림)
- 1989년 KB국민카드
- 1990년 동신제약 엘코크
- 1992년 LG패션 마에스트로
- 1995년 광동제약 장원보
- 1995년 팔도 비락식혜
- 1998년 크라운제과 크라운산도 (김성은과 함께 출연)
- 1999년 해태음료 과일촌Ca (박미선, 김성은과 함께 출연)
- 1999년 동아제약 써큐란
- 1999년 ~ 2000년 기아자동차 카렌스 ("SBS 시트콤 - 순풍 산부인과" 팀으로 출연)
- 1999년 옥시 세척락스 (박미선과 함께 출연)
- 1999년 옥시 타게트 튜브 (박미선과 함께 출연)
- 1999년 교보증권
- 2000년 에디슨 치킨
- 2002년 BR코리아 배스킨라빈스 아이스쿨러
- 2010년 밀란인터내쇼날 밀란 매직쿨
- 2015년 SK브로드밴드 BTV
- 2019년 보람탐크루즈 (With 문희경)

## MC
- 1991년 KBS1 《도전 차차차》
- 1993년 MBC 《생방송 새아침》
- 1998년 MBC 《MBC 가요콘서트》
- 1999년 SBS 《특명!아빠의 도전》

## 게스트
- 1994년 KBS2 《가족오락관》
- 1998년 KBS2 《TV는 사랑을 싣고》

## 음반
- 2010년 《주유소 습격 사건 2 OST》 - 오늘도 참는다
- 2013년 《백년의 유산 OST》 - 뚫어

## 수상
- 1993년 제29회 백상예술대상 영화부문 인기상
- 1998년 SBS 연기대상 시트콤부문 연기상
- 1999년 SBS 연기대상 시트콤부문 연기상
- 1999년 SBS 연기대상 10대 스타상
- 2000년 SBS 연기대상 시트콤부문 대상
- 2000년 SBS 연기대상 빅스타상
- 2011년 SBS 연기대상 드라마스페셜부문 남자 특별연기상
- 2014년 KBS 연기대상 장편드라마부문 남자 우수연기상
- 2015년 MBC 연기대상 연속극부문 남자 우수연기상
- 2024년 KBS 연예대상 남자 인기상